# Rear admiral

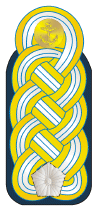
Konteradmiral van de Volksmarine

Rear admiral is een militaire rang (tweesterrenfunctie) in de zeemachten van Engelstalige landen, waaronder het Verenigd Koninkrijk, de Verenigde Staten, Canada, Nieuw-Zeeland, Australië en Zuid-Afrika. In veel andere landen heeft de naam van de vergelijkbare rang dezelfde betekenis, zoals in Duitsland (Konteradmiral) en in Frankrijk (contre-amiral). In veel voormalige communistische landen is de term overgenomen van het Russische 'контр-адмирал' (kontr-admiral) met dezelfde betekenis. De naam is ontstaan als titel voor de bevelhebber die de manoeuvres van de achterhoede van het eskader coördineerde.
De rang komt overeen met de Nederlandse rang schout-bij-nacht en de Belgische rang divisieadmiraal (Frans: amiral de division).

## Verenigde Staten
Sinds 1984 zijn er bij de United States Navy (USN), United States Coast Guard (USCG), United States Public Health Service (USPHS) en National Oceanic and Atmospheric Administration (NOAA) twee rangen met de titel rear admiral:
- rear admiral (lower half) (RDML), een eensterrenrang (vergelijkbaar met de commandeur in de Koninklijke Marine en flottieljeadmiraal (Frans: "amiral de flottille") in de Marinecomponent van Defensie)
- rear admiral (RADM) (soms "rear admiral (upper half)" genoemd), een tweesterrenrang (vergelijkbaar met de schout-bij-nacht in de Koninklijke Marine en divisieadmiraal (Frans: amiral de division) in de Marinecomponent van Defensie).[1]

Vóór 1984 werd een vlagofficier met één ster in de US Navy commodore genoemd.

## Zuid-Afrika
In Zuid-Afrika werd vanaf 1997 de rang die voorheen commodore heette hernoemd naar rear admiral (junior grade).